# Najden Todorow

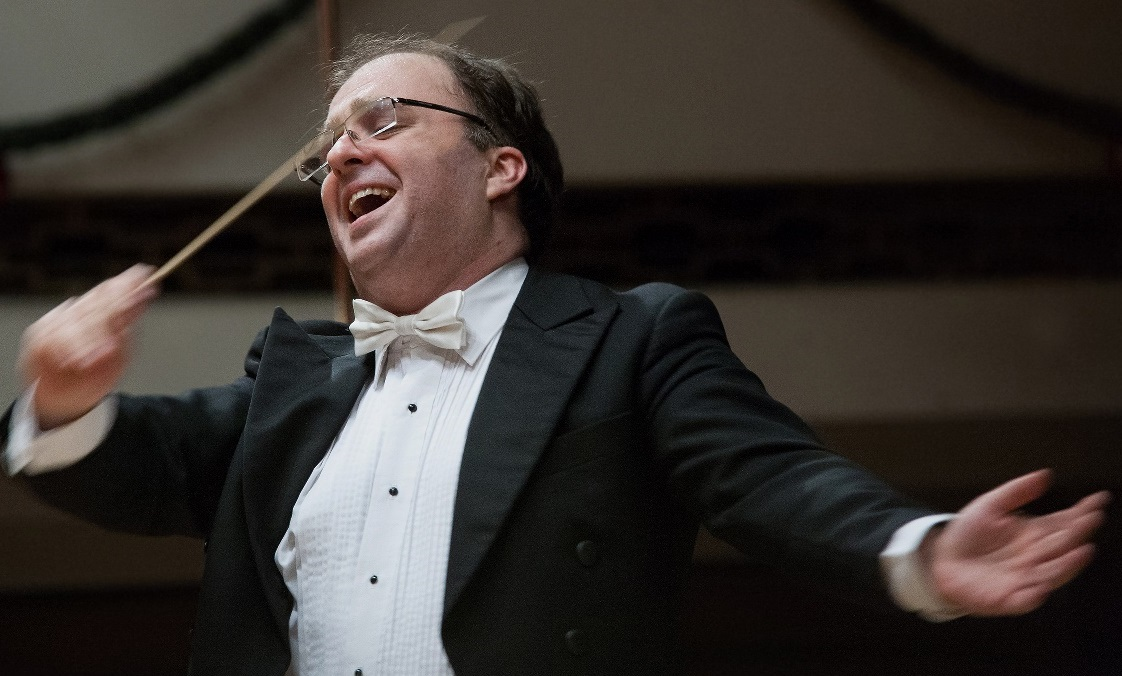
Najden Todorow (2013)

Najden Todorow (bulgarisch Найден Тодоров, englisch Nayden Todorov; * 8. April 1974 in Plowdiw) ist ein bulgarischer Dirigent.

## Leben
Najden Todorow wurde 1974 in Bulgarien geboren. Beeinflusst von Karl Österreicher, studierte er in Wien bei Uroš Lajovic und Günther Theuring sowie in Jerusalem bei Mendi Rodan.
Sein erstes Festengagement als Dirigent hatte er 1995 beim Vratsa Philharmonic Orchestra, 1998 wurde er Chefdirigent in Haifa beim Israel Northern Symphony Orchestra. Später war er an Opernhäusern in Bulgarien, Rumänien und Mazedonien tätig, sowie als Gastdirigent an der Wiener Volksoper, dem Teatro Regio di Parma, der Wichita Grand Opera, der Nationaloper Bukarest, dem Teatro Reggio Calabria und der Venezia Festival Opera engagiert. Er dirigierte die Berliner Symphoniker, das Israel Chamber Orchestra, die Brasov Philharmonie, die Poznan Philharmonie, die Slowakische Philharmonie, das Bratislava RSO, das Los Angeles Kammerorchester, das Thames Kammerorchester, das Seoul Prime Philharmonic Orchestra, das Palma di Mallorca Symphonieorchester, das Kosovo National Philharmonic, das Rzeszov Philharmonic, die Byalistok Philharmonie, die Kalisz Philharmonie und die Jaroslavl Philharmonie.
Mit 26 Jahren wurde er im Jahr 2000 Generalmusikdirektor an der Staatsoper Plovdiv. Damit war er der jüngste Dirigent Bulgariens in dieser Position. Zusätzlich wurde er Musikdirektor des Thracia Summer International Music Festival. Seit 2001 ist er regelmäßiger Gastdirigent der Nationaloper in Sofia, 2004 wurde er Erster Gastdirigent der National-Philharmonie in Sofia. 2005 bis 2017 war Najden Todorow Künstlerischer Leiter der Staatsoper und der Philharmonie in Rousse in Bulgarien. Seit 2017 ist er Direktor der National-Philharmonie in Sofia.
Er hat mit vielen namhaften Sängerinnen und Sängern gearbeitet, darunter Placido Domingo, Sonya Yoncheva, Anna Tomowa-Sintow, Raina Kabaivanska, Samuel Ramey, Ghena Dimitrova, Michèle Crider, Johannes Martin Kränzle, Noëmi Nadelmann, und Leo Nucci.
Im September 2014 wurde er für seine Verdienste um die Bulgarische Musik mit dem Emil-Tchakarov-Preis ausgezeichnet. In den Jahren 2013 und 2019 wurde er in seiner Heimat zum Musiker des Jahres gewählt.
Bei den Solothurn Classics leitete er 2012 Verdis Nabucco, 2016 war er Gastdirigent in Ägypten beim Cairo Symphony Orchestra, und 2018 dirigierte er die National-Philharmonie Sofia im Brüsseler Zentrum BOZAR mit der Solistin Sonya Yoncheva. 2019 konzertierte er mit seinem Orchester erstmals im Wiener Musikverein.
2023 und 2024 war er jeweils Kulturminister in einigen Übergangsregierungen (Donew II,  Glawtschew I und  Glawtschew II).

## Diskografie (Auswahl)
- 2000: Louis Glass, Symphonies No. 3 & 6, DanaCord
- 2001: Louis Glass: Symphony No. 3, DanaCord
- 2003: Minkus: Don Quixote, Naxos
- 2006: Rachmaninov: Opernhöhepunkte, Naxos